# Margherita di Francia (duchessa del Brabante e di Lorena)
Margherita di Francia (1254 – 1271) fu duchessa consorte del Brabante e di Lorena dal 1270 fino alla sua morte.

## Origine
Secondo la Chronique anonyme des rois de France, Margherita era la figlia terzogenita del re di Francia Luigi IX il Santo e della moglie, Margherita di Provenza, che come riportato dal Vincentii Bellovacensis Memoriale Omnium Temporum era la figlia primogenita del conte di Provenza e conte di Forcalquier, Raimondo Berengario IV e della moglie (come risulta dalla cronaca del monaco benedettino inglese, cronista della storia inglese, Matteo Paris (1200 – 1259), quando descrive il matrimonio della figlia Eleonora con il re d'Inghilterra, Enrico III), Beatrice di Savoia (1206 – 1266), che, secondo il documento n° 49 del Peter der Zweite Graf von Savoyen, Markgraf in Italien, sein Haus und seine Lande, dello storico, Ludwig Wurstenberger, era figlia del Conte di Savoia, d'Aosta e di Moriana, Tommaso I (1177 – 1233) e della moglie, Beatrice Margherita di Ginevra (1180 – 1257), che secondo la Chronica Albrici Monachi Trium Fontium era figlia di Guglielmo I di Ginevra e di Margherita Béatrice di Faucigny.
Luigi IX il Santo, secondo il Chronicon Turonense, era il figlio primogenito del re di Francia Luigi VIII e della moglie Bianca di Castiglia.

## Biografia
Margherita, nona di undici figli, apparteneva per nascita alla dinastia dei Capetingi; suo fratello maggiore era Filippo, che sarebbe succeduto al padre e invece fra i fratelli cadetti si ricorda Roberto di Clermont, mentre tra le sorelle si ricordano: Isabelle di Francia morì di malattia, poco meno che trentenne, pochi mesi dopo la morte del marito Tebaldo II di Navarra, Bianca di Francia che sposò Ferdinando de la Cerda e infine Agnès di Francia che sposò Roberto II di Borgogna e fu la madre di Jeanne di Borgogna che, come moglie di Filippo VI di Francia, divenne regina di Francia.
Nel 1257, secondo la Histoire généalogique des ducs de Bourgogne de la maison de France, Margherita venne fidanzata a Enrico, che, secondo la Genealogia Ducum Brabantiæ Heredum Franciæ era il figlio maschio primogenito del duca Duca di Lorena e del Brabante, Enrico III e della moglie Alice di Borgogna.
Dopo la morte di Enrico III, nel titolo di duca del Brabante gli succedette, come Enrico IV, il fidanzato di Margherita, Enrico, di circa dieci anni, sotto tutela della madre, Alice di Borgogna.
Enrico IV, malaticcio e di scarsa intelligenza, ancora secondo la Histoire généalogique des ducs de Bourgogne de la maison de France, rinunciò dopo pochi anni al ducato, in favore del fratello minore Giovanni; secondo i Trophees tant sacres que profanes de la duché de Brabant ..., Volume 1 a tale rinuncia fu forzato dalla madre, Alice; Enrico prese quindi la decisione di farsi monaco, entrando monaco fra gli agostiniani dell'abbazia di San Benigno, a Digione; pronunciò i voti il 1º ottobre 1269. In questa occasione, la duchessa Alice, mantenne l'impegno di fidanzamento con la principessa Margherita, per il figlio secondogenito Giovanni.
Nel 1270, Margherita, secondo la Genealogia Ducum Brabantiæ Ampliata, sposò Giovanni I di Brabante, che, sempre secondo la Genealogia Ducum Brabantiæ Heredum Franciæ era il figlio maschio secondogenito del duca Duca di Lorena e del Brabante, Enrico III e di Alice di Borgogna. Si dice che Giovanni fosse un modello perfetto di cavalleria feudale, coraggioso, avventuroso, eccellente in ogni tipo di esercizio fisico, amante dell'esibizionismo e generoso di carattere. Nella letteratura e nella poesia medievale si trovano molti riferimenti su di lui e se era famoso per le proprie eccellenze era anche famoso per i molti figli illegittimi che generò.
La Chronique anonyme des rois de France ci ricorda che Margherita non visse a lungo, infatti, attorno al 1270-1271, ella rimase incinta, ma morì nel 1271 nel dare alla luce il figlio che non le sopravvisse.
Dopo essere rimasto vedovo, il marito, Giovanni I, sempre secondo la Genealogia Ducum Brabantiæ Ampliata, si risposò, in seconde nozze, nel 1273, con Margherita di Dampierre o delle Fiandre(1251-1285), che sia secondo il Iohannis de Thilrode Chronicon che secondo il Iohannis de Thielrode Genealogia Comitum Flandriæ era figlia del Conte di Fiandra e Marchese di Namur, Guido di Dampierre e di Matilde di Bethune.

## Figli
Margherita a Giovanni diede un solo figlio:
- un bambino che visse poche ore.

## Ascendenza
|                                    |                        |                           | Genitori                 |  |  | Nonni |  |  | Bisnonni              |  |  | Trisnonni            |  |
|                                    |                        |                           |                          |  |  |       |  |  | Filippo II di Francia |  |  | Luigi VII di Francia |  |
|                                    |                        |                           |                          |  |  |       |  |  | Filippo II di Francia |  |  | Luigi VII di Francia |  |
|                                    |                        | Adèle di Champagne        |                          |  |  |       |  |  | Filippo II di Francia |  |  |                      |  |
| Luigi VIII di Francia              |                        |                           |                          |  |  |       |  |  | Filippo II di Francia |  |  |                      |  |
|                                    |                        | Isabella di Hainaut       | Baldovino V di Hainaut   |  |  |       |  |  |                       |  |  |                      |  |
|                                    |                        | Isabella di Hainaut       | Baldovino V di Hainaut   |  |  |       |  |  |                       |  |  |                      |  |
|                                    |                        | Isabella di Hainaut       | Margherita I di Fiandra  |  |  |       |  |  |                       |  |  |                      |  |
| Luigi IX di Francia                |                        | Isabella di Hainaut       |                          |  |  |       |  |  |                       |  |  |                      |  |
|                                    |                        | Alfonso VIII di Castiglia | Sancho III di Castiglia  |  |  |       |  |  |                       |  |  |                      |  |
|                                    |                        | Alfonso VIII di Castiglia | Sancho III di Castiglia  |  |  |       |  |  |                       |  |  |                      |  |
|                                    |                        | Alfonso VIII di Castiglia | Bianca Garcés di Navarra |  |  |       |  |  |                       |  |  |                      |  |
| Bianca di Castiglia                |                        | Alfonso VIII di Castiglia |                          |  |  |       |  |  |                       |  |  |                      |  |
|                                    |                        | Eleonora d'Inghilterra    | Enrico II d'Inghilterra  |  |  |       |  |  |                       |  |  |                      |  |
|                                    |                        | Eleonora d'Inghilterra    | Enrico II d'Inghilterra  |  |  |       |  |  |                       |  |  |                      |  |
|                                    |                        | Eleonora d'Inghilterra    | Eleonora d'Aquitania     |  |  |       |  |  |                       |  |  |                      |  |
| Margherita di Francia              |                        | Eleonora d'Inghilterra    |                          |  |  |       |  |  |                       |  |  |                      |  |
|                                    | Alfonso II di Provenza | Alfonso II d'Aragona      |                          |  |  |       |  |  |                       |  |  |                      |  |
|                                    | Alfonso II di Provenza | Alfonso II d'Aragona      |                          |  |  |       |  |  |                       |  |  |                      |  |
|                                    | Alfonso II di Provenza | Sancha di Castiglia       |                          |  |  |       |  |  |                       |  |  |                      |  |
| Raimondo Berengario IV di Provenza | Alfonso II di Provenza |                           |                          |  |  |       |  |  |                       |  |  |                      |  |
|                                    |                        | Garsenda di Provenza      | Renier de Sabran         |  |  |       |  |  |                       |  |  |                      |  |
|                                    |                        | Garsenda di Provenza      | Renier de Sabran         |  |  |       |  |  |                       |  |  |                      |  |
|                                    |                        | Garsenda di Provenza      | Garsenda of Forcalquier  |  |  |       |  |  |                       |  |  |                      |  |
| Margherita di Provenza             |                        | Garsenda di Provenza      |                          |  |  |       |  |  |                       |  |  |                      |  |
|                                    |                        | Tommaso I di Savoia       | Umberto III di Savoia    |  |  |       |  |  |                       |  |  |                      |  |
|                                    |                        | Tommaso I di Savoia       | Umberto III di Savoia    |  |  |       |  |  |                       |  |  |                      |  |
|                                    |                        | Tommaso I di Savoia       | Beatrice di Mâcon        |  |  |       |  |  |                       |  |  |                      |  |
| Beatrice di Savoia                 |                        | Tommaso I di Savoia       |                          |  |  |       |  |  |                       |  |  |                      |  |
|                                    |                        | Margherita di Ginevra     | Guglielmo I di Ginevra   |  |  |       |  |  |                       |  |  |                      |  |
|                                    |                        | Margherita di Ginevra     | Guglielmo I di Ginevra   |  |  |       |  |  |                       |  |  |                      |  |
|                                    |                        | Margherita di Ginevra     | Beatrix di Faucigny      |  |  |       |  |  |                       |  |  |                      |  |
|                                    |                        | Margherita di Ginevra     |                          |  |  |       |  |  |                       |  |  |                      |  |

### Letteratura storiografica
- (FR)  Histoire généalogique des ducs de Bourgogne de la maison de France.
- (FR)  Trophées tant sacrés que profanes du duché de Brabant.